# 吴建常
吴建常（1939年6月2日—2018年11月19日），湖南长沙人，中华人民共和国政治人物。邓小平女婿。

## 生平
1959年，吴建常考入中南矿冶学院（今中南大学）铀冶炼专业学习，后因院校调整转入湖南衡阳矿冶学院。1964年毕业，分配至北京有色金属研究总院。他先后在科技情报研究室、技术经济研究室、发展规划处工作，任工程师、高级工程师等职。1984年4月，调入中国有色金属工业总公司，任副总经理，分管办公厅、财务、人事及经济特区有色金属经济开发等工作。当时中国进行市场经济体制改革，推行价格双轨制，他协助推动深圳有色金属联合交易所的建立与运行。
1992年吴率領有色總公司在香港成立中國有色（香港），並借殼羅氏地產上市，易名為東方有色（後五礦地產）。至1994年，東方有色再將從事礦砂及其他有色金屬進出口生意，分拆成東方鑫源（後五礦資源）上市，掌握數十億元資產。
1994年8月，吴建常出任中国有色金属工业总公司总经理、党组书记。期间，他大力主张进入国内外资本市场：1997年1月，深圳中金实业股份有限公司在深圳上市。1997年4月16日，中国有色金属建设股份有限公司在深圳证券交易所上市。1997年5月，吴建常随同中华人民共和国国务院总理李鹏访问非洲赞比亚等国，参加了非洲赞比亚铜矿项目的投标，它也成为首个中国在海外开发的铜矿资源项目。6月12日，江西铜业在香港和伦敦上市，它也是中国内地第一家在海外上市的矿业公司。同年10月，他率团访问美国、澳大利亚、马来西亚，期间与美国铝业公司签署了双方建立战略伙伴关系的合作意向书、签订了每年购买美铝40万吨氧化铝生产能力30年的协议，及关于组建美铝中国企业的意向书，这也是中国大陆第一个利用海外融资开发海外资源的项目。11月率团访问了加拿大，与加拿大铝业集团签署了山西铝厂铝电联营合资项目的谅解备忘录。1995年2月至2000年9月，兼任第三届中国有色金属学会理事长。
1997年12月，吴建常调任中华人民共和国冶金工业部副部长。1998年4月，根据第九届全国人民代表大会第一次会议批准的国务院机构改革方案，冶金工业部改组为国家冶金工业局，吴建常出任副局长。其掌握的兩家上市公司於2000年由中國五礦所接管，中國有色（香港）於同年4月向香港高等法院申請自動清盤。
此外他还担任中国钢铁工业协会副会长、党委书记，期间成功开发广西平果铝矿资源。
2018年11月19日10时40分，吴建常于北京协和医院去世，享年79岁。

## 家庭
吴建常的妻子邓林，是邓小平长女。1973年，她在北京画院工作期间，任花鸟创作室副主任，与时任北京有色金属研究总院工程师的吴建常结婚。当时邓小平刚刚被起用，离开江西，回到北京中南海；邓小平对女儿的婚事很满意。次年4月30日，吴建常与邓林儿子萌萌早产出生。1976年反击右倾翻案风运动时，邓小平家族再次受到冲击，形势非常紧张，吴建常、邓林夫妇将儿子托付给了亲威，并做好准备一旦出事，就把孩子带回吴建常的老家。
2011年9月，中国铝业广西分公司邓小平雕像落成，吴建常参加了揭幕仪式。